# Sacello dei Santi Nazaro e Celso
Il sacello dei Santi Nazaro e Celso, noto anche come sacello di san Michele è stato un edificio chiesastico di epoca paleocristiana scavato nella roccia del monte Castiglione a Verona, nel quartiere di Veronetta. Originariamente fu probabilmente un martyrium correlato alla praticamente adiacente Chiesa dei Santi Nazaro e Celso, le sue pareti interne erano decorate da affreschi risalenti al X e XII secolo oggi staccati e conservati al museo degli affreschi Giovanni Battista Cavalcaselle. L'originale pavimento a mosaico è invece ancora presente.